# Katrina Miroshnichenko
Katrina Miroshnichenko (ros. Екатерина Мирошниченко, Jekatierina Miroszniczenko; ur. 12 stycznia 1986) – australijska lekkoatletka, specjalizująca się w skoku o tyczce. Do 23 lutego 2004 reprezentowała Rosję.

## Osiągnięcia
- 10. miejsce podczas mistrzostw świata juniorów (Grosseto 2004)
- złoty medal igrzysk wspólnoty narodów juniorów (Bendigo 2004)
- dwa złote medale mistrzostw Australii juniorów (2004 & 2005)
- złoty medal mistrzostw Australii (2005), w konkursie lepsza od Australijki okazała się Nowozelandka Melina Hamilton, zatem Miroshnichenko przypadł srebrny medal międzynarodowych mistrzostw kraju

## Rekordy życiowe
- skok o tyczce – 4,20 (2006)